# ماريون كريستوفر باري
ماريون كريستوفر باري (بالإنجليزية: Marion Christopher Barry)‏ هو سياسي أمريكي، ولد في 17 يونيو 1980 في واشنطن العاصمة في الولايات المتحدة، وتوفي في 14 أغسطس 2016.